# 逻辑深度
逻辑深度（英語：logical depth）是一种对事物复杂性的度量，由美国科学家查尔斯·本尼特于1988年提出。
事物的逻辑深度与其柯氏复杂度相关。柯氏复杂度也是一种对复杂性的度量，是指能够描述某一信息的最短程序的长度。而逻辑深度则是指运行该程序所需的时间步数，因而还与程序的计算复杂性有关。